# Orthochromis luichensis
Orthochromis luichensis é uma espécie de peixe da família Cichlidae.
É endémica da Tanzânia.
Os seus habitats naturais são: rios.